# Физически науки
Физически науки е общо наименование, с което се обозначава клон на природните науки, изучаващ неживата материя в противовес на биологичните науки, които изучават живата материя. Основите на физическите науки се формират от ключови теории, понятия и модели, използвани в химията, физиката, астрономията и науките за Земята.
БАН прави разделение на звената си по науки и в понятието „Физически науки“ се включват всички институти по физика и Институтът по астрономия. Софийският университет посочва професионално направление „Физически науки“:
- Математически науки
- Физически науки
- Химически науки
- Биологически науки
- Науки за Земята
- Инженерни науки
- Хуманитарни науки
- Обществени науки